# Улица Унияс
Улица У́нияс (латыш. Ūnijas iela) — улица в Видземском предместье города Риги, в районах Тейка и Пурвциемс.
Начинается от Бривибас гатве, у старинных корпусов завода «VEF», идёт в юго-восточном направлении и заканчивается после пересечения с улицей Стирну (ранее доходила до улицы Упеню). Общая длина улицы — 2390 метров. На всём протяжении имеет асфальтовое покрытие. Общественный транспорт по улице не курсирует.

## История
Улица Унияс — старейшая улица Пурвциемса. К 1881 году она уже имела своё первое название — Болотная улица (латыш. Purva iela). После возникновения в конце XIX века электромеханического завода «Унион» (предшественника предприятия «VEF»), улица по названию этого завода получила название Унионная улица (латыш. Uniona iela), вскоре трансформировавшееся в нынешнее Унияс.
В 1969 году улица была переименована в честь первого послевоенного директора VEF и называлась улицей Георгия Гайле. В 1990 году было восстановлено историческое название — Унияс.
В начале улицы до настоящего времени сохраняется большое количество зданий, построенных на рубеже XIX—XX веков.

## Прилегающие улицы
Улица Унияс пересекается со следующими улицами:
- Бривибас гатве
- Улица Старкю
- Густава Земгала гатве
- Улица Кастранес
- Улица Иерикю
- Улица Вайдавас
- Улица Индуля
- Улица Стирну